# Peršak
Peršak je priimek več znanih Slovencev:
- Franc Peršak (*1945), zasebni raziskovalec, tehnološki inovator (=fotograf?)
- Ivan Peršak (1934—2011), invalid (paraplegik), invalidski organizator, radioamater
- Marjan Peršak, strokovnjak za učeča se podjetja
- Marjeta Ramšak Peršak (1958—2016), pevka
- Nina Peršak (*1975), pravnica, univ. prof. v Gentu
- Tone Peršak (*1947), pisatelj, publicist, teatrolog, režiser in politik
- Vid Peršak (*1996), gorski kolesar